# Surbiton Hockey Club
Maillots
Le Surbiton Hockey Club, basé à Long Ditton (en) sur Sugden Road dans le Surrey en Angleterre, est l'un des plus anciens clubs de hockey sur gazon au monde fondé en 1874,. Le club est actuellement le premier club d'Angleterre avec l'équipe féminine remportant la ligue pendant sept années consécutives et l'équipe masculine remportant les trois des quatre derniers titres de champion. La première équipe masculine joue dans le Championnat d'Angleterre de hockey sur gazon et la première équipe féminine joue dans la Women's England Hockey League (en),. Le club présente douze équipes masculines, dont une équipe de vétérans ainsi que huit équipes féminines et des équipes de jeunes. Les 2e, 3e, 4e et 5e équipes masculines jouent dans les divisions de la London Hockey League (en),,.